# Roberto Regazzi
Roberto Regazzi (Bolonia, 20 de agosto de 1956) es un lutier italiano. Sus creaciones están en manos de algunos de los principales violinistas del mundo.

## Biografía
Comenzó a construir instrumentos a muy temprana edad y fue alumno de Otello Bignami en los años 70, profundizando seguidamente los conocimientos de la construcción del violín boloñese a través del estudio de los instrumentos de Ansaldo Poggi.
Conocido mundialmente por la calidad de sus instrumentos, ha servido también como Presidente de la Asociación de los Lutieres y Arqueteros de Europa.
Sus violines son un ejemplo excelente del sonido italiano moderno, y se inspiran también en los modelos clásicos cremoneses de Guarnieri del Gesú.
Hoy en día los instrumentos de Regazzi son muy solicitados en Japón, Alemania, Estados Unidos y muchos otros países.
En 2006, la Cámara de Comercio de Bolonia le concedió un premio especial
por su destacada carrera y por el prestigio que ha traído a la ciudad de Bolonia.
Muchos violinistas importantes han comprado y tocan sus instrumentos, por ejemplo, Boris Belkin, Ruggiero Ricci, Anne-Sophie Mutter, Joaquín Palomares, Franco Gulli, Franco Mezzena, etc.